# Nordre Veslekjølen
De Nordre Veslekjølen is een berg behorende bij de gemeente Lom in de provincie Oppland in Noorwegen. De berg, gelegen in Nationaal park Jotunheimen, heeft een hoogte van 1688 meter.
De Nordre Veslekjølen is onderdeel van het gebergte Jotunheimen.